# 1080

## Evenimente
- 27 ianuarie: Marea Revoltă Saxonă. Bătălia de la Flarchheim. Victoria pretendentului german Rudolf de Suabia asupra împăratului Henric al IV-lea la Flarchheim.
- 7 martie: Conciliu la Roma: papa Grigore al VII-lea îl excomunică încă o dată pe împăratul Henric al IV-lea, recunoscându-l ca împărat pe Rudolf de Suabia.
- 8 mai: Este atestată căsătoria dintre regele Alfonso al VI-lea al Castiliei și Constance de Burgundia.
- 25 iunie: Conciliabulul de la Brixen: cu suportul lui Henric al IV-lea, Clement al III-lea este ales ca antipapă.
- 29 iunie: Papa Grigore al VII-lea ajunge în Apulia, pentru a primi omagiu de la normandul Robert Guiscard și a-i acorda învestitura; fiind constrâns să obțină protecția din partea normanzilor, papa încurajează acțiunile lui Robert Guiscard în Balcani, împotriva Bizanțului.
- 15 octombrie: Bătălia de pe Elster. Conflict între armatele celor doi candidați la tronul imperial, Rudolf de Suabia și Henric al IV-lea; deși victorios, Rudolf de Suabia moare din cauza rănilor a doua zi, la Merseburg.
- 15 octombrie: Trupele contesei Matilda de Toscana sunt înfrânte la Volta (în apropiere de Mantova) de către forțele din Lombardia, susținătoare ale lui Henric al IV-lea și ale antipapei Clement al III-lea.

### Nedatate
- aprilie-mai: Prin conciliul de la Burgos, regele Alfonso al VI-lea al Castiliei introduce liturghia latină în Biserica catolică din Spania în locul ritului mozarab.
- Campanie militară defensivă întreprinsă de către Shen Kuo împotriva tanguților din regatul Xia de vest, ruta prin Yannan fiind protejată cu succes.
- Emirul almoravid Yusuf ibn Tashfin, cucerește Tanger, Badis și Hunain, în nordul Africii.
- Începe răscoala lui Nikephor Melissenos în Asia Mică, împotriva împăratului bizantin Nikephor Botanniates.
- Locuitorii din insula Gotland întemeiază un comptuar la Novgorod.
- Prima mențiune a orașului Tourcoing într-un text oficial.
- Regatul armean din Cilicia devine independent față de Bizanț, sub principele Ruben și își organizează apărarea față de selgiucizi.
- Sultanul segiucid Melikshah trimite o ambasadă la Constantinopol, pentru a solicita împăratului bizantin capturarea fiilor lui Kutlumuș, a căror activitate în Anatolia era contrară planurilor sale de cucerire a Egiptului.
- Trimis de tatăl său, regele William I al Angliei, împotriva scoțienilor, Robert Courteheuse întemeiază orașul Newcastle.
- Vizirul Badr al-Djamali din Cairo solicită împăratului Etiopiei să accepte difuzarea credinței musulmane; situația devine tensionată între cele două părți, mai multe moschei din Ethiopia fiind distruse, iar conducătorul Egiptului amenințând cu represalii.

## Arte, Știință, Literatură și Filozofie
- Castelul Devizes este construit de către Osmund, episcop de Salisbury.
- Rabinul Iosif ibn Ferrusel devine consilierul și medicul regelui Alfonso al VI-lea al Castiliei.
- Se construiește mozaicul "Christ Pantokrator" din Daphni, în Grecia.

## Înscăunări
- 17 aprilie: Canut al IV-lea "cel Sfânt", rege al Danemarcei (1080-1086).
- 25 iunie: Clement al III-lea, antipapă (laic: Guibert de Ravenna) (1080-1100).
- Jayavarman al VI-lea, rege uzurpator al Cambodgei (1080-1107).

## Nașteri
- Adelard din Bath, traducător, filosof și matematician britanic (d. 1152)
- Henric de Huntingdon, scriitor englez (d. 1160)
- Onoriu de Ratisbona, teolog și filosof german (d. 1154)
- Raulf din Caen, istoric francez (d. ?)
- William de Malmesbury, călugăr și istoric britanic (d. ?)

## Decese
- 26 ianuarie: Amedeo al II-lea, conte de Savoia (n. 1046)
- 17 aprilie: Harald al III-lea al Danemarcei (n. 1040)
- 5 iulie: Isleifur Gissurarson, cleric islandez, primul episcop al Islandei (n. 1006)
- 14 octombrie: Cuvioasa Parascheva, sfântă (n. 1010)
- 16 octombrie: Rudolf de Suabia, rege romano-german, în urma luptei de pe Elster (n. 1025)
- Arnulf din Milano, scriitor italian (n. 1030)